# Achtermelk

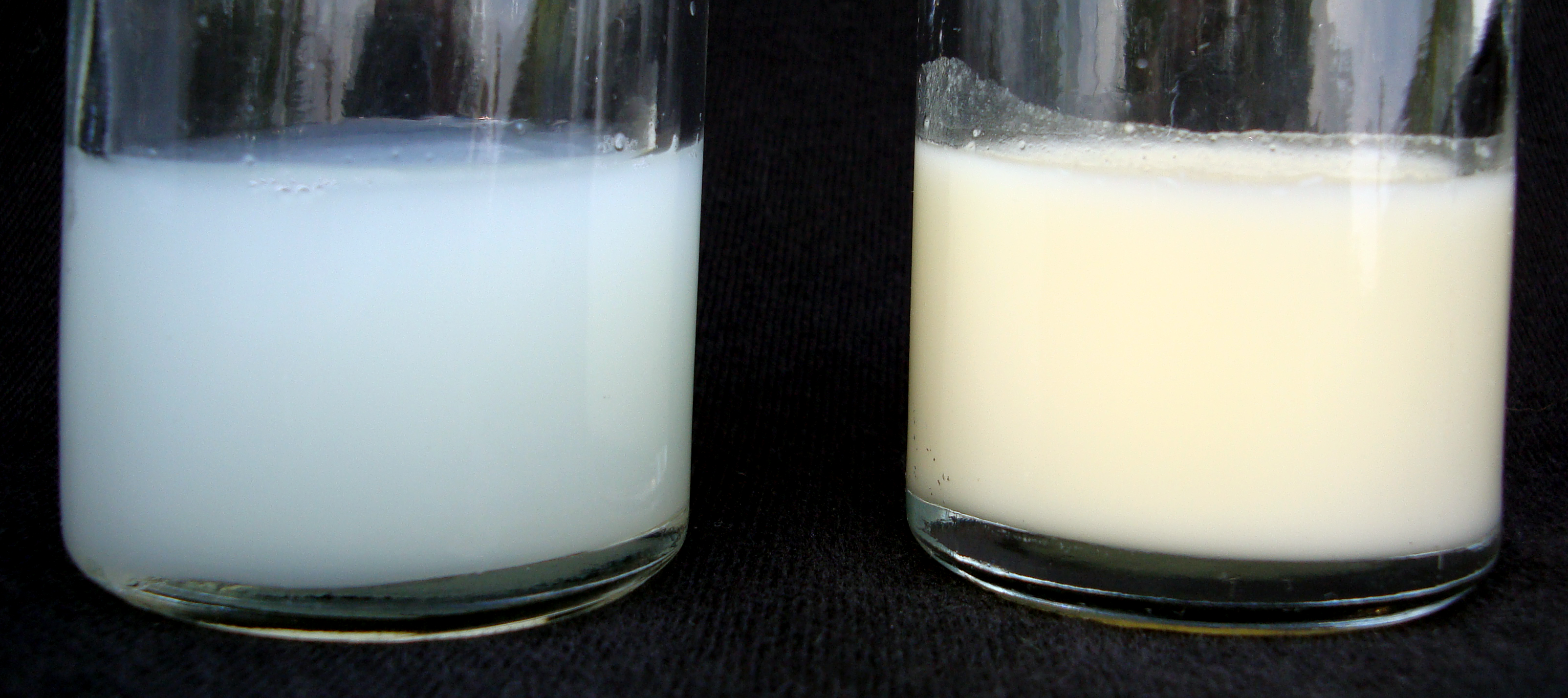
Links voormelk; rechts achtermelk

Achtermelk is moedermelk met een hoger vetgehalte dan de voormelk. Zodra het kind drinkt aan de borst en de toeschietreflex heeft plaatsgevonden, begint de melk te stromen en komen er steeds meer vetdeeltjes mee in de melk. Hoe leger de borst, hoe vetter en calorierijker de melk.